# Grand Magus
A Grand Magus egy svéd stoner/doom/heavy metal zenekar. 1996-ban alakultak meg, Smack néven, a "Cardinal Fang" együttes énekese, Janne Christoffersson, Mats Skinner basszista és Iggy dobos által, viszont csak 1999-ben vették fel a Grand Magus nevet, innen beszélhetünk az együttes igazi korszakáról. Albumaikat a Rise Above, Roadrunner Records, Nuclear Blast kiadók jelentetik meg. JB továbbá a hasonló jellegű Spiritual Beggars nevű stoner/heavy metal zenekar énekese is. Zenei hatásukként a klasszikus rock együtteseket jelölték meg, például Black Sabbath, Judas Priest, Uriah Heep, Nazareth, Manowar. Magyarországon eddig egyszer koncerteztek, 2016-ban, a Dürer Kertben, a viking metalt játszó szintén svéd Amon Amarth társaságában.

## Tagok
- Janne "JB" Christoffersson - ének, gitár (1996-)
- Mats "Fox" Skinner - basszusgitár, vokál (1996-)
- Ludwig "Lutte" Witt - dobok (2012-)

Volt tagok: Fredrik Liefendahl, Sebastian Sippola.

## Diszkográfia
- Grand Magus (2001)
- Monument (2003)
- Wolf's Return (2005)
- Iron Will (2008)
- Hammer of the North (2010)
- The Hunt (2012)
- Triumph and Power (2014)
- Sword Songs (2016)
- Wolf God (2019)